# Jalmari Helander
Jalmari Helander, född 21 juli 1976 i Helsingfors, är en finländsk filmregissör och manusförfattare. 
Han har tidigare regisserat reklamfilmer, kortfilmer och musikvideor. Hans första långfilm, Rare Exports: A Christmas Tale, är en fantasy-skräckfilm som hade premiär i december 2010. Helander vann en Jussistatyett i kategorin Bästa regi för filmen. Hans andra långfilm, action- och äventyrsfilmen Big Game (2014), var en finsk produktion inspelad i Tyskland. I huvudrollerna ses Samuel L. Jackson som USA:s president och Helanders systerson Onni Tommila, som också medverkade i Rare Exports. 2023 hade Helanders tredje film, Sisu, premiär. Sisu är en actionfilm med Jorma Tommila i huvudrollen som en guldgrävare som under andra världskriget i Lappland måste fly undan nazister.
Petri Jokiranta har varit producent för alla Helanders långfilmer. För sitt samarbete fick Helander och Jokiranta Statspriset för filmkonst 2011.

## Filmografi i urval
- 2010 – Rare Exports: A Christmas Tale
- 2014 – Big Game
- 2023 – Sisu